# Craters of the Moon National Monument and Preserve

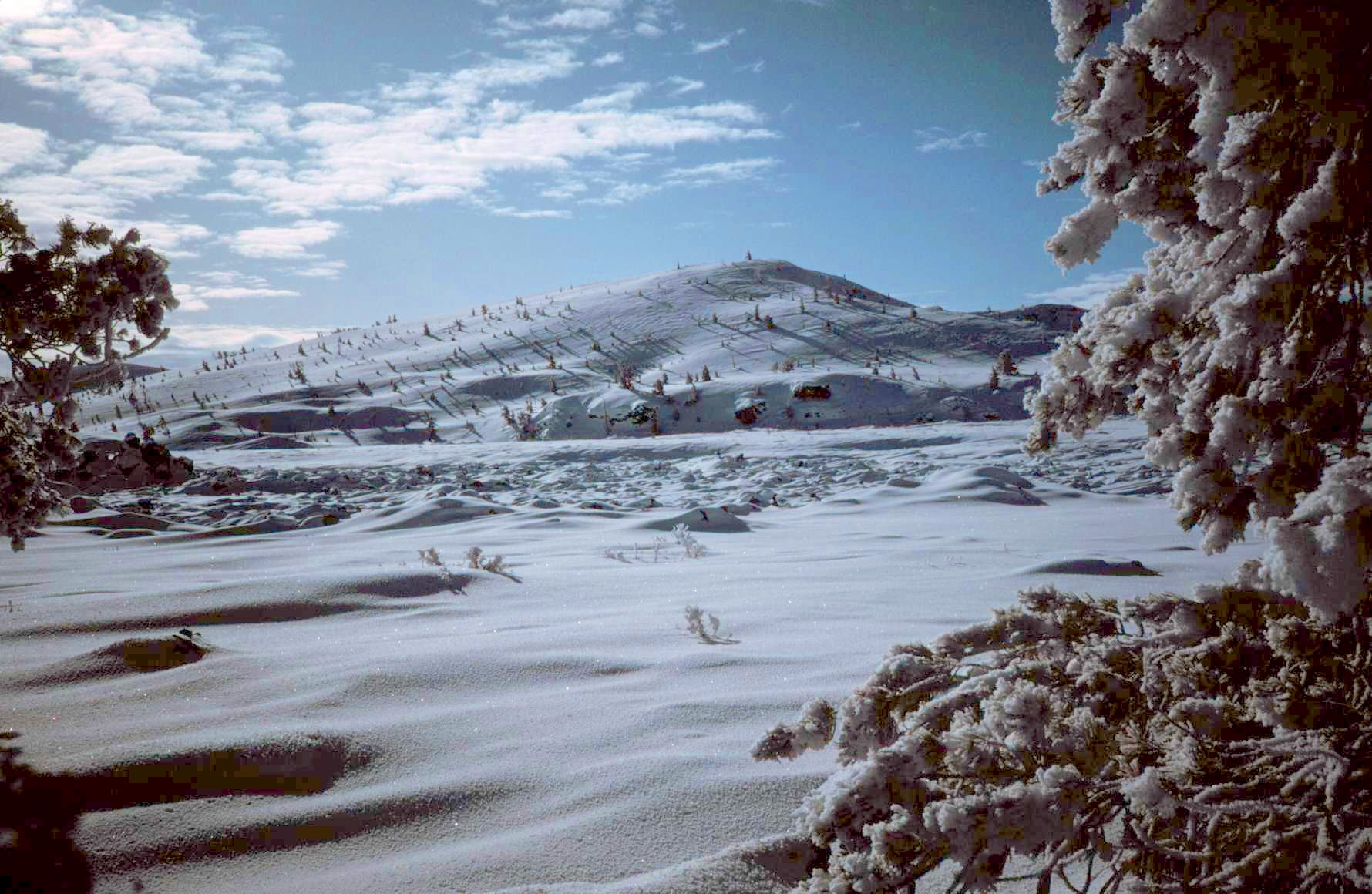
Craters of the Moon National Monument and Preserve zimą

Craters of the Moon National Monument and Preserve – amerykański pomnik narodowy i rezerwat przyrody znajdujący się w stanie Idaho.
Pomnik ustanowiono decyzją prezydenta Calvina Coolidge'a 2 maja 1924 roku. Przez lata jego granice były wielokrotnie zmieniane. Prezydent Bill Clinton powiększył znacząco obszar objęty ochroną 9 listopada 2000 roku, a w 2002 roku na terenie objętym ochroną utworzono rezerwat przyrody. Obecnie obszar chroniony zajmuje powierzchnię 2 892,41 km² i znajduje się pod wspólnym zarządem National Park Service oraz Bureau of Land Management.
Na obszarze parku można zaobserwować wiele zjawisk tektonicznych i wulkanicznych. Znajdują się tu między innymi rozległe pola lawy oraz jedne z najgłębszych znanych ryftów tektonicznych na Ziemi.